# Treasure Box (album của T-ara)
Treasure Box  là album tiếng Nhật thứ hai của nhóm nhạc thần tượng T-ara (Hàn Quốc). Nó được phát hành ngày 7 tháng 8 năm 2013 bởi Universal Music Japan dưới nhãn hiệu con EMI Records Japan với 2 phiên bản giới hạn và một bản thường. Để quảng bá cho album, nhóm tiến hành chuyến lưu diễn thứ 2 tại Nhật Bản:T-ara Japan Tour 2013: Treasure Box ngày 4 Tháng 9 năm 2013.

## Phát hành và quảng bá
Treasure Box được phát hành với 3 phiên bản: Pearl, Sapphire và Diamond. Pearl là phiên bản bình thường, trong khi Sapphire là một phiên bản có giới hạn đi kèm với một đĩa DVD và Diamond là một phiên bản có giới hạn báo đi kèm với một đĩa DVD và một cuốn sách ảnh. Ngày 3 tháng 8, tour diễn thứ hai của T-ara tại Nhật Bản: T-ara Japan Tour 2013: Treasure Box được công bố.

## Danh sách bài hát
| STT | Nhan đề                                                 | Thời lượng |
| --- | ------------------------------------------------------- | ---------- |
| 1.  | "遊んでみる? (Wanna Play) (phiên bản Nhật)"             | 2:54       |
| 2.  | "Sexy Love (phiên bản Nhật)"                            | 3:45       |
| 3.  | "バニスタ! (Bunny Style!)"                              | 3:56       |
| 4.  | "Deja-Vu"                                               | 3:35       |
| 5.  | "初めてのように (phiên bản Nhật) (Like The First Time)" | 4:06       |
| 6.  | "Sign - Soyeon & Areum" (ソヨン＆アルム)                | 4:55       |
| 7.  | "シャボン玉のゆくえ (Soap Bubbles) (Boram&Qri)"         | 2:57       |
| 8.  | "Dangerous Love - Hyomin & Eunjung & Jiyeon"            | 3:40       |
| 9.  | "Day by Day (phiên bản Nhật)"                           | 3:28       |
| 10. | "Beautiful Sniper"                                      | 3:37       |
| 11. | "Target"                                                | 3:44       |
| 12. | "Bye Bye (phiên bản Nhật)"                              | 3:35       |
| 13. | "キミは僕の宝物～Happy Birthday to you～"               | 2:13       |

### Oricon
| Phát hành          | Xếp hạng Oricon            | Cao nhất | Bắt đầu bán                            | Tổng cộng |
| ------------------ | -------------------------- | -------- | -------------------------------------- | --------- |
| 8 tháng 8 năm 2013 | Xếp hạng albums hàng ngày  | 1        | 18,814 (hàng tuần) 24,613 (hàng tháng) | 27,695    |
| 8 tháng 8 năm 2013 | Xếp hạng albums hàng tuần  | 4        | 18,814 (hàng tuần) 24,613 (hàng tháng) | 27,695    |
| 8 tháng 8 năm 2013 | Xếp hạng albums hàng tháng | 14       | 18,814 (hàng tuần) 24,613 (hàng tháng) | 27,695    |
| 8 tháng 8 năm 2013 | Xếp hạng albums hàng năm   |          | 18,814 (hàng tuần) 24,613 (hàng tháng) | 27,695    |